# Hugo Rudolf von Stumm
Hugo Rudolf Stumm, ab 1888 Hugo Rudolf Freiherr von Stumm-Ramholz, (* 23. Dezember 1845 in Neunkirchen (Saar); † 31. Juli 1910 in Coswig (Sachsen)) war ein deutscher Industrieller, Gutsbesitzer, Landtagsabgeordneter und preußischer Kavallerieoffizier. Als Bauherr ließ er Schloss Ramholz bei Schlüchtern von 1893 bis 1896 errichten.

## Leben

### Herkunft
Stumm entstammte der Industriellenfamilie Stumm, die am 22. März 1806 das Neunkircher Eisenwerk und Anteile an weiteren Eisenhütten im Saarrevier gekauft hatte. Während der älteste Bruder Karl die Leitung des Montanunternehmens Gebrüder Stumm übernahm, profitierten die jüngeren Brüder Ferdinand und Hugo als stille Teilhaber an den Erträgen des Familienunternehmens. 1888 wurden die Brüder geadelt. Hugo zählte 1908 mit einem geschätzten Vermögen von 14 bis 15 Millionen Mark und jährlichen Einkünften von 1 Million Mark zu den 100 reichsten Bürgern im Königreich Preußen und besaß das Rittergut Ramholz (Kreis Schlüchtern) mit 979 ha.

### Weg
Hugo, der jüngste der Brüder Stumm, diente seit 1874 als preußischer Kavallerieoffizier im Husaren-Regiment „Kaiser Nikolaus II. von Russland“ (1. Westfälisches) Nr. 8  und dann im Husaren-Regiment „König Humbert von Italien“ (1. Kurhessisches) Nr. 13. Im Rang eines Rittmeisters schied er 1883 aus dem aktiven Militärdienst aus.
Von 1894 bis 1897 war Hugo von Stumm gewählter Abgeordneter im Kommunallandtag Kassel (Regierungsbezirk Kassel) und im Provinziallandtag der Provinz Hessen-Nassau.
Eine Gemütserkrankung, die sich in Ausbrüchen bereits 1864, 1871 und 1888 äußerte, führte zur Entmündigung durch das Amtsgericht Schlüchtern am 5. November 1888. Die vorübergehende Unterbringung erfolgte damals in der Heilanstalt Friedrichsberg bei Hamburg. Die Vormundschaft hatte Hugo von Stumms Bruder Ferdinand inne, seinerzeit deutscher Botschafter in Madrid. Vertreter des Hauptvormunds war der älteste Bruder Karl. Nachdem die Erkrankung 1896 erneut ausbrach, verlautete ein psychiatrisches Gutachten, dass „Herr von Stumm in Folge seines Zustandes geneigt sei, große Summen zu verschleudern und [da] zu erwarten stehe, daß er bei dem geringsten Widerspruch zu gewaltthätigen, gemeingefährlichem Verhalten schreiten werde, so werde seine Verbringung in eine Irrenanstalt demnächst erforderlich sein.“ In der Folge wurde Hugo ab Mai 1896 bis an sein Lebensende in die geschlossene Anstalt Lindenhof in Coswig bei Dresden eingewiesen.
Hugo von Stumm starb am 31. Juli 1910 in Coswig an den Folgen eines Reitunfalls.

### Ehefrau Ludovica Freifrau von Stumm geb. von Rauch
Hugo von Stumm heiratete am 29. September 1882 in Frankfurt am Main Ludovica von Rauch (* 5. Januar 1866; † 27. Juli 1945), Tochter des k.u.k. Oberst Adalbert von Rauch und dessen Ehefrau Ludovika geborene von Blittersdorff.
Hugos Ehefrau Ludovica Freifrau von Stumm stand mit namhaften Künstlern – unter ihnen der Dresdner Impressionist Robert Sterl –  in Verbindung, lud sie nach Ramholz ein und erwarb ihre Werke für das Schloss. Ein Porträt von Ludovica von Stumm fertigte Philipp Alexius de László, international führender Porträtmaler der Zeit. Eine Porträtbüste der Freifrau von Stumm, geschaffen von dem Bildhauer Ferdinand Seeboeck, hat im gestifteten Schlüchterner Krankenhaus ihre Aufstellung gefunden. Seit 1901 versah der Maler Felix Muche-Ramholz, ausgebildet im Verwaltungs- und Rechnungswesen, die Rentmeisterstelle in der Freiherr von Stummschen Gutsverwaltung.

### Kinder
Aus der Ehe von Hugo und Ludovica von Stumm gingen drei Kinder hervor:
- Margarete Freiin von Stumm-Ramholz (* 17. März 1884; † 25. Juni 1917) heiratete 1906 den späteren Staatssekretär des Auswärtigen Amtes Richard von Kühlmann (1873–1948). Ein Porträtgemälde von Margarete von Kühlmann-Stumm fertigte 1913 der in Frankreich lebende belgische Maler Théo van Rysselberghe[6], eine Porträtbronze 1915 der Bildhauer Georg Kolbe.[7]  Ihr Sohn bzw. Enkel Hugo von Stumms, der spätere Vorsitzende der FDP-Bundestagsfraktion und nachmalige CDU-Bundespolitiker Knut von Kühlmann-Stumm, Freiherr von Stumm-Ramholz (1916–1977), führte den Namen fort.
- Hugo (2. März 1887; † 24. März 1910) verstarb im ägyptischen Helwan.
- Helga (* 26. April 1892; † 30. November 1914) war seit 1912 mit Eberhard Graf von Tattenbach-Vallai (1887–1973), bayerischer Kämmerer, verheiratet.

Das Ehepaar Hugo und Ludovika von Stumm, Sohn Hugo und Tochter Margarete von Kühlmann mit deren Ehemann Richard sind im Ramholzer Erbbegräbnis bestattet.

## Ehrungen
- Zum Gedenken an Hugo von Stumm stiftete seine Frau Ludovica aus dem Stummschen Vermögen das 1913 eröffnete Schlüchterner Kreiskrankenhaus, die heutigen Main-Kinzig-Kliniken[9] und begründete 1910 die Hugo von Stumm-Stiftung zur Unterstützung von Künstlern und Dichtern.[10]  In Würdigung der Stifterin trägt das Krankenhausgebäude den Namen „Villa Ludovica“.  Zu seiner Errichtungszeit galt es medizinisch und hygienisch als eines der modernsten Krankenhäuser. Nach seinem Vorbild entstand 1916 das Krankenhaus Kehl in der Ortenau.[11]
- An das Wirken von Hugo von Stumms Ehefrau wird in der Stadt Schlüchtern mit der Ludovica-von-Stumm-Straße erinnert.[12][13]

## Schloss Ramholz

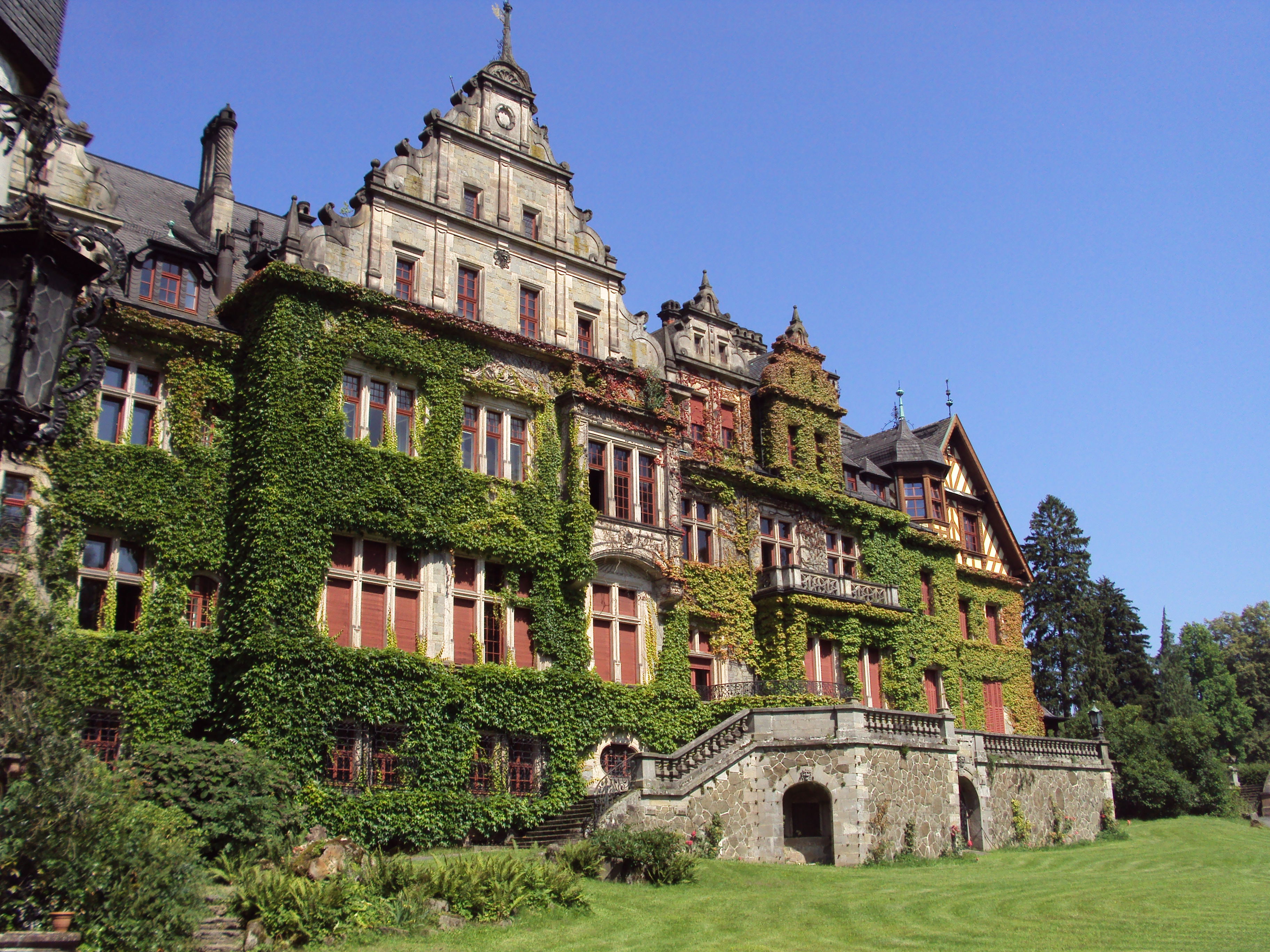
Schloss Ramholz

In der zweiten Hälfte des 19. Jahrhunderts gehörten die Brüder Stumm zu den wohlhabendsten und einflussreichsten Unternehmern Deutschlands. In gegenseitiger Konkurrenz ließen die drei Brüder Stumm drei repräsentative Schlösser im Stil des Historismus erbauen: Schloss Halberg, Schloss Rauischholzhausen und Schloss Ramholz. Hugo Freiherr von Stumm erwarb 1883 den Besitz Ramholz und ließ in den Jahren 1893 bis 1896 von den Münchner Architekten Emanuel und Gabriel von Seidl dem bestehenden Schloss einen Neubau hinzufügen, ebenso einen Wirtschaftshof unter Einbeziehung von Gebäuden aus dem 18. Jahrhundert sowie Wohnhäuser für die Angestellten und ein Maschinenhaus zur Stromversorgung des Anwesens.
Das in Privatbesitz der Nachkommen Kühlmann-Stumm befindliche Schloss wurde 2012 der Öffentlichkeit durch Führungen zugänglich. 2012 wurde es für 7 Millionen Euro zum Kauf angeboten.